# آرشي هاريس (رامي القرص)
آرشي هاريس (بالإنجليزية: Archie Harris)‏ هو رامي القرص أمريكي، ولد في 3 يوليو 1918، وتوفي في 1965.

## وصلات خارجية
- آرشي هاريس على موقع الاتحاد الدولي لألعاب القوى (الإنجليزية)